# گروه تمام زنانه

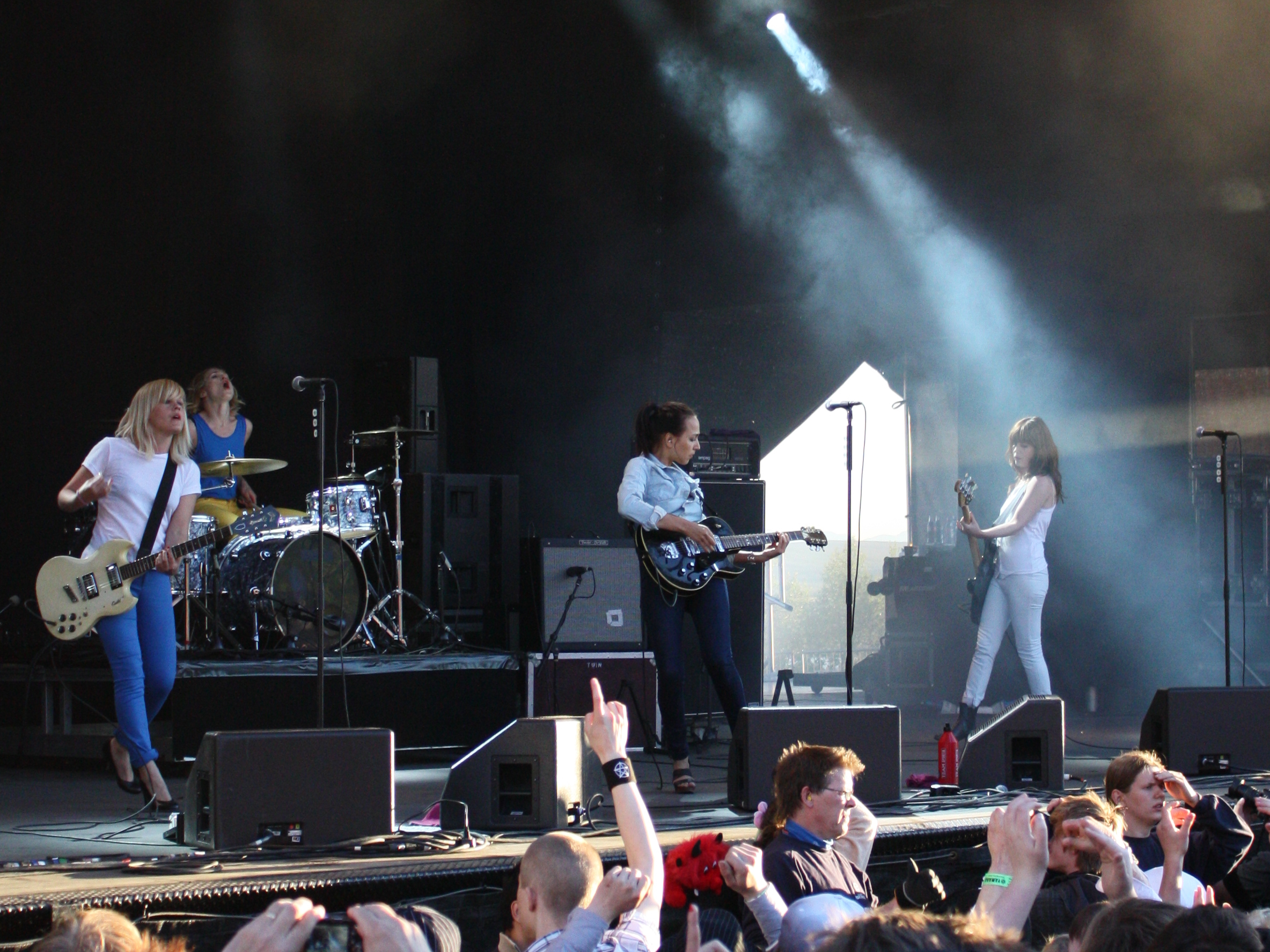
گروه تمام زنانه

گروه تمام زنانه (به انگلیسی: All-female band) یک گروه موسیقی در نوع موسیقی عامه‌پسند است که منحصراً از نوازندگان زن تشکیل شده است. این با یک گروه دخترانه متفاوت است، که در آن اعضای زن تنها خواننده هستند، اگرچه این اصطلاح به طور جهانی دنبال نمی‌شود. در حالی که گروه‌های کاملاً مرد در بسیاری از صحنه‌های راک و پاپ رایج هستند، گروه‌های کاملاً زنانه کمتر رایج هستند.